# M-2 (Montenegro)
De M-2 of Magistralni Put 2 is een hoofdweg in Montenegro. De weg loopt van Petrovac na Moru bij Budva via Podgorica en Bijelo Polje naar de grens met Servië bij Barski Most. In Servië loopt de weg verder als M23 naar Prijepolje.
De M-2 is ongeveer 187 kilometer lang en is grotendeels onderdeel van de E65 tussen Malmö in Zweden en Chania in Griekenland en van de E80 tussen Lissabon in Portugal en Gürbulak in Turkije.

## Geschiedenis
In de tijd dat Montenegro bij Joegoslavië hoorde, was de huidige M-2 onderdeel van de Joegoslavische hoofdwegen M2 en M21. De M2 liep van Italië via de Adriatische kust, Podgorica, Pristina en Skopje naar Bulgarije. Na het uiteenvallen van Joegoslavië en de onafhankelijkheid van Montenegro behielden de wegen hun nummer in Montenegro. In 2016 werden de wegen in Montenegro opnieuw ingedeeld, waardoor de M-2 kwam te lopen van Petrovac na Moru aan de kust naar de grens met Servië ten noorden van Bijelo Polje. De weg tussen Ribarevina en de grens met Servië bij Dračenovac kreeg het nummer M-5. De voormalige M-21 werd onderdeel van de nieuwe M-2.